# Joutel (film)
Pour les articles homonymes, voir Joutel (homonymie).
Pour plus de détails, voir Fiche technique et Distribution.
Joutel est un court métrage dramatique québécois réalisé par Alexa-Jeanne Dubé, sorti en 2021.
Le film met en vedette l'acteur Pierre Curzi dans le rôle de Gérard et l'actrice Marie Tifo dans le rôle de Jocelyne. Il est projeté dans le cadre de la programmation annuelle Not Short on Talent de Téléfilm Canada au Marché du film de Cannes et est diffusé en première au Festival du nouveau cinéma 2021.

## Synopsis
Après avoir trouvé un raton laveur mort dans leur cour, ce couple de personnes âgées décident de faire un voyage pour l'enterrer sur leur ancienne propriété dans la ville fantôme de Joutel.

## Fiche technique
Sources : IMDb
- Titre original : Joutel
- Réalisation : Alexa-Jeanne Dubé
- Scénario : Alexa-Jeanne Dubé
- Musique : Pierre-Philippe Côté (Pilou)
- Direction artistique : Catherine White
- Costumes : Renée Sawtelle
- Maquillage et coiffure : Léonie Lévesque
- Son : François Tremblay, Gaël Poisson Lemay
- Montage : Marie-Pier Dupuis (en)
- Production : Geneviève Gosselin-G. (en)
- Société de production : Unité centrale
- Sociétés de distribution : Distribution H264
- Pays de production :  Canada
- Tournage : à partir du 1er octobre 2020 à Joutel et Matagami
- Langue originale : français
- Format : couleur — 1,78:1 — son Dolby SR
- Genre : drame
- Durée : 15 minutes
- Dates de sortie :

- - Canada : 
    - 7 mai 2021 (première au Gala Prends ça court !)[2]

## Distribution
- Pierre Curzi : Gérard
- Marie Tifo : Jocelyne
- Peter James : l'étranger

## Distinctions
Le film a été nommé pour le prix Iris du meilleur court métrage d'action en direct aux 24e Prix du cinéma québécois en 2022.